# Salaciopsis sparsiflora
Salaciopsis sparsiflora är en benvedsväxtart som beskrevs av Hürlim. Salaciopsis sparsiflora ingår i släktet Salaciopsis och familjen Celastraceae. Inga underarter finns listade.